# Landkreis Barnim
Landkreis Barnim is een Landkreis in de Duitse deelstaat Brandenburg. De Landkreis telt 187.343 inwoners (31 december 2020) op een oppervlakte van 1.479,67 km². Kreisstadt is Eberswalde. Het gebied komt deels overeen met het historische streek en cultuurlandschap Barnim.

## Geschiedenis
De Landkreis is opgericht als gevolg van de bestuurlijke herindeling van Brandenburg op 5 december 1993 en bestaat uit de voormalige Landkreisen Eberswalde (zonder de gemeente Bölkendorf) en Bernau en de gemeenten Hohensaaten en Tiefensee uit het voormalige Bad Freienwalde.
Op 1 januari 2009 is de voormalige gemeente Hohensaaten als Ortsteil van Bad Freienwalde (Oder) over gegaan naar het Landkreis Märkisch-Oderland.

## Steden en gemeenten
Barnim is bestuurlijk onderverdeeld in de volgende steden, gemeenten en Amter (Inwoners op 31-12-2020).
| Zelfstandige steden 1. Bernau bei Berlin (40.908) 2. Eberswalde (40.965) 3. Werneuchen (9.226) Zelfstandige gemeentes 1. Ahrensfelde (13.959) 2. Panketal (20.661) 3. Schorfheide (10.191) 4. Wandlitz (23.485) | Gemeenteverbanden 1. Amt Biesenthal-Barnim (12.524) 1. Biesenthal (6.029) (Stad) 2. Breydin (801) 3. Marienwerder (1.691) 4. Melchow (994) 5. Rüdnitz (2.032) 6. Sydower Fließ (977)) 2. Amt Britz-Chorin-Oderberg (10.148) 1. Britz (2.137) 2. Chorin (2.359) 3. Hohenfinow (537) 4. Liepe (636) 5. Lunow-Stolzenhagen (1.185) 6. Niederfinow (613) 7. Oderberg (2.134) (Stad) 8. Parsteinsee (547) 3. Amt Joachimsthal (Schorfheide) (5.276) 1. Althüttendorf (607) 2. Friedrichswalde (809) 3. Joachimsthal (3.414) (Stad) 4. Ziethen (446) |

## Bestuurlijke herindelingen

### Gemeenten
In het Landkreis hebben de afgelopen jaren de volgende gemeente herindelingen plaatsgevonden:
- 26 december 1993
  - Birkholz naar Bernau bei Berlin
- 30 december 1997
  - Eichhorst, Finowfurt, Lichterfelde en Werbellin fuseren tot Finowfurt
- 27 september 1998
  - Trampe en Tuchen-Klobbicke fuseren tot Breydin
  - Chorin, Golzow, Neuehütte, Sandkrug en Senftenhütte fuseren tot Chorin
  - Melchow en Spechthausen fuseren tot Melchow
  - Grüntal en Tempelfelde fuseren tot Sydower Fließ
- 31 december 1998
  - Löhme wordt geannexeerd door Seefeld
- 1 mei 2001
  - Marienwerder en Sophienstädt fuseren tot Marienwerder
- 1 juli 2001
  - Ladeburg wordt geannexeerd door Bernau bei Berlin
- 31 december 2001
  - Brodowin en Serwest wordt geannexeerd door Chorin
  - Weesow wordt geannexeerd door Werneuchen
- 1 februari 2002
  - Parlow-Glambeck wordt geannexeerd door Friedrichswalde
- 1 maart 2002
  - Lunow en Stolzenhagen fuseren tot Lunow-Stolzenhagen
  - Lüdersdorf en Parstein fuseren tot Parsteinsee
  - Groß-Ziethen en Klein Ziethen fuseren tot Ziethen
- 30 december 2002
  - Altenhof wordt geannexeerd door Finowfurt
- 31 december 2002
  - Börnicke en Lobetal wordt geannexeerd door Bernau
  - Marienwerder en Ruhlsdorf fuseren tot Marienwerder
- 1 maart 2003
  - Neugrimnitz wordt geannexeerd door Althüttendorf
- 26 oktober 2003
  - Mehrow wordt geannexeerd door Ahrensfelde
  - Danewitz wordt geannexeerd door Biesenthal
  - Zepernick en Schwanebeck fuseren tot Panketal
  - Groß Schönebeck (Schorfheide) en Finowfurt fuseren tot Schorfheide
  - Ahrensfelde, Blumberg, Eiche en Lindenberg fuseren tot Ahrensfelde-Blumberg
  - Basdorf, Klosterfelde, Lanke, Prenden, Schönerlinde, Schönwalde, Stolzenhagen, Wandlitz en Zerpenschleuse fuseren tot Wandlitz
  - Schönow wordt geannexeerd door Bernau bei Berlin
  - Hirschfelde, Krummensee, Schönfeld, Seefeld, Tiefensee en Willmersdorf worden geannexeerd door Werneuchen

### Ämter
Binnen het district hebben de volgende Ämter bestaan, die door bestuurlijke herindelingen zijn opgeheven:
- Amt Ahrensfelde/Blumberg (1993-12-06 - 2003-10-25)
- Amt Barnim-Nord (1993-12-06 - 1997-12-29)
- Amt Britz/Chorin (1993-12-06 -)
- Amt Groß Schönebeck (Schorfheide) (1993-12-06 - 2003-10-25)
- Amt Oderberg (1993-12-06 -)
- Amt Panketal (1993-12-06 - 2003-10-25)
- Amt Wandlitz (1993-12-06 - 2003-10-25)
- Amt Werneuchen (1993-12-06 - 2003-10-25)

## Natuur
De Oder vormt de oostelijke grens. Het Oder-Havel-kanaal en Finowkanaal leiden naar het westen. Ten noorden van deze kunstmatige waterwegen ligt een bosrijk gebied met verschillende grote meren, zoals Werbellinsee (8 km²), Grimnitzsee (8 km²) en de Parsteiner See (11 km²). Dit gebied, ook wel Schorfheide genoemd is een UNESCO Biosfeerreservaat met verschillende zeldzame dieren.
Barnim · Brandenburg an der Havel · Cottbus · Dahme-Spreewald · Elbe-Elster · Frankfurt (Oder) · Havelland · Märkisch Oderland · Oberhavel · Oberspreewald-Lausitz · Oder-Spree · Ostprignitz-Ruppin · Potsdam · Potsdam-Mittelmark · Prignitz · Spree-Neiße · Teltow-Fläming · Uckermark